# Catherine O'Regan
Catherine O'Regan (Liverpool, 17 september 1957) is een Zuid-Afrikaans rechtsgeleerde. Ze was van 1994 tot 2009 rechter van het Constitutioneel Hof van Zuid-Afrika. Sinds 2010 is ze rechter-president van het Gerecht voor ambtenarenzaken van het IMF.

## Levensloop
O'Regan werd in 1957 in de Engelse stad Liverpool geboren. Ze woont sinds 1965 in haar vaderland Zuid-Afrika en groeide op in Kaapstad. Hier behaalde ze aan de Universiteit van Kaapstad in 1987 haar Bachelor of Arts en twee jaar later haar Bachelor of Laws. Vervolgens slaagde ze in 1981 aan de Universiteit van Sydney voor haar Master of Laws. Vervolgens werkte ze van 1982 tot 1985 als advocaat in Johannesburg op het gebied van met name perceel- en arbeidsrecht.
In 1988 promoveerde ze tot doctor aan de London School of Economics and Political Science. Na haar promotie werkte ze van 1988 tot 1989 als wetenschappelijk medewerker, van 1990 tot 1992 als docent en van 1992 tot 1997 als hoogleraar aan de juridische faculteit van de Universiteit van Kaapstad.
In 1994 werd ze op een leeftijd van 37 jaar benoemd tot rechter van het Constitutioneel Hof van Zuid-Afrika. Ze verbleef hier gedurende de maximale termijn tot 2009. Sinds 2010 is ze rechter van het Gerecht voor ambtenarenzaken van het IMF in Washington D.C. en sinds 2011 fungeert ze als president van dit tribunaal. Daarnaast bekleedt ze een ereprofessoraat aan de Universiteit van Kaapstad en een gasthoogleraarschap aan de Universiteit van Oxford. Door president Hifikepunye Pohamba van Namibië werd ze van februari 2012 tot januari 2013 benoemd tot rechter van het Hooggerechtshof van het land.
O'Regan is sinds 2009 erelid van de American Academy of Arts and Sciences. Door de Universiteit van KwaZoeloe-Natal (2001) en de Universiteit van Kaapstad (2004) werd ze onderscheiden met een eredoctoraat.